# Canada ai Giochi della XIX Olimpiade
Il Canada partecipò ai Giochi della XIX Olimpiade che si sono svolti a Città del Messico dal 12 al 27 ottobre 1968, con una delegazione di 138 atleti impegnati in 14 discipline. Portabandiera fu il canottiere Roger Jackson, campione olimpico uscente. Il bottino della squadra, alla sua quindicesima partecipazione ai Giochi estivi, fu di una medaglia d'oro, tre d'argento e una di bronzo. L'unico oro venne dall'equitazione, mentre le altre medaglie furono conquistate nel nuoto. Atleta plurimedagliata fu la nuotatrice Elaine Tanner.

## Medagliere

### Per discipline
| Sport       | Oro | Argento | Bronzo | Totale |
| ----------- | --- | ------- | ------ | ------ |
| Equitazione | 1   | 0       | 0      | 1      |
| Nuoto       | 0   | 3       | 1      | 4      |
| Totale      | 1   | 3       | 1      | 5      |

### Medaglie
| Medaglia | Atleta                                                          | Sport       | Evento                                       |
| -------- | --------------------------------------------------------------- | ----------- | -------------------------------------------- |
| Oro      | Tom Gayford Jim Day Jim Elder                                   | Equitazione | Salto ostacoli a squadre                     |
| Argento  | Ralph Hutton                                                    | Nuoto       | 400 metri stile libero maschili              |
| Argento  | Elaine Tanner                                                   | Nuoto       | 100 metri dorso femminili                    |
| Argento  | Elaine Tanner                                                   | Nuoto       | 200 metri dorso femminili                    |
| Bronzo   | Angela Coughlan Marilyn Corson Elaine Tanner Marion Beverly Lay | Nuoto       | Staffetta 4x100 metri stile libero femminile |